# Ti leggo nel pensiero
Ti leggo nel pensiero è il decimo libro della saga Horrorland, di Piccoli brividi scritta da R.L. Stine.

## Trama
I fratelli gemelli Jilian e Jackson, si ritrovano con strani poteri, in seguito il dottor Cranium, capo della Polizia del Pensiero, viene a saperlo e li rapisce per controllare i poteri che loro possiedono, i ragazzini tentano di ingannarlo mentre fa loro degli esami, ma durante la festa di compleanno di Nina e Artie (altri due fratelli gemelli che Jilian e Jackson detestano) il dottor Cranium torna, e così Jilian e Jackson scoprono che anche Nina e Artie hanno dei poteri. 
Il dottor Cranium vuole succhiare i pensieri ai ragazzini per toglier loro i super poteri, ma Nina e Artie lo trasformano in neonato.
In seguito il dottor Cranium torna, mentre Jilian e Jackson sono a Horrorland....

## Edizioni
- R. L. Stine, Ti leggo nel pensiero, traduzione di Beatrice Bellini, collana Horrorland, Arnoldo Mondadori Editore, 2010,  p. 155.